# Kerk van Pietersbierum
De kerk van Pietersbierum is een kerkgebouw in Pietersbierum in de Nederlandse provincie Friesland. Het kerkgebouw is een rijksmonument.

## Beschrijving
Een bouwvallige middeleeuwse kerk die gewijd was aan Petrus werd in 1822 vervangen. Deze kerk werd op 14 oktober 1843 door blikseminslag getroffen en brandde af. Op 26 juli 1845 werd door Hendrik Bonifacius van der Haer, grietman van Barradeel, de eerste steen gelegd voor de nieuwe kerk van de hervormde gemeente. De neoclassicistische zaalkerk met driezijdig gesloten koor werd gebouwd naar ontwerp van Thomas Adrianus Romein. Op 2 juli 1878 werd de eerste steen gelegd voor de nieuwe toren. De toren van drie geledingen met ingesnoerde naaldspits heeft neogotische elementen. De in 1943 door de Duitse bezetter gevorderde klok werd in 1949 vervangen door een klok van klokkengieterij Van Bergen. Het interieur wordt gedekt door een gestuct houten gewelf.

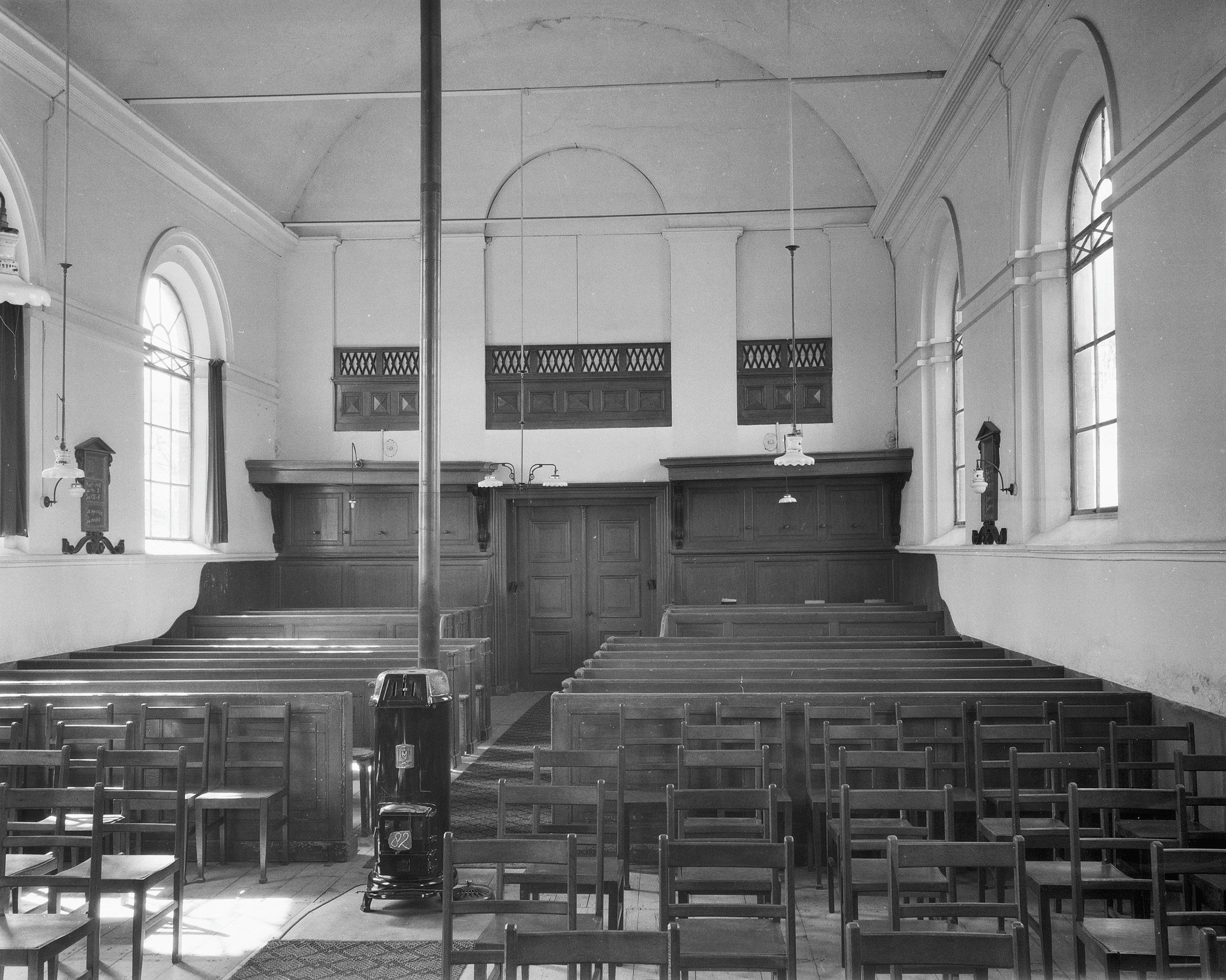
Interieur (1959)
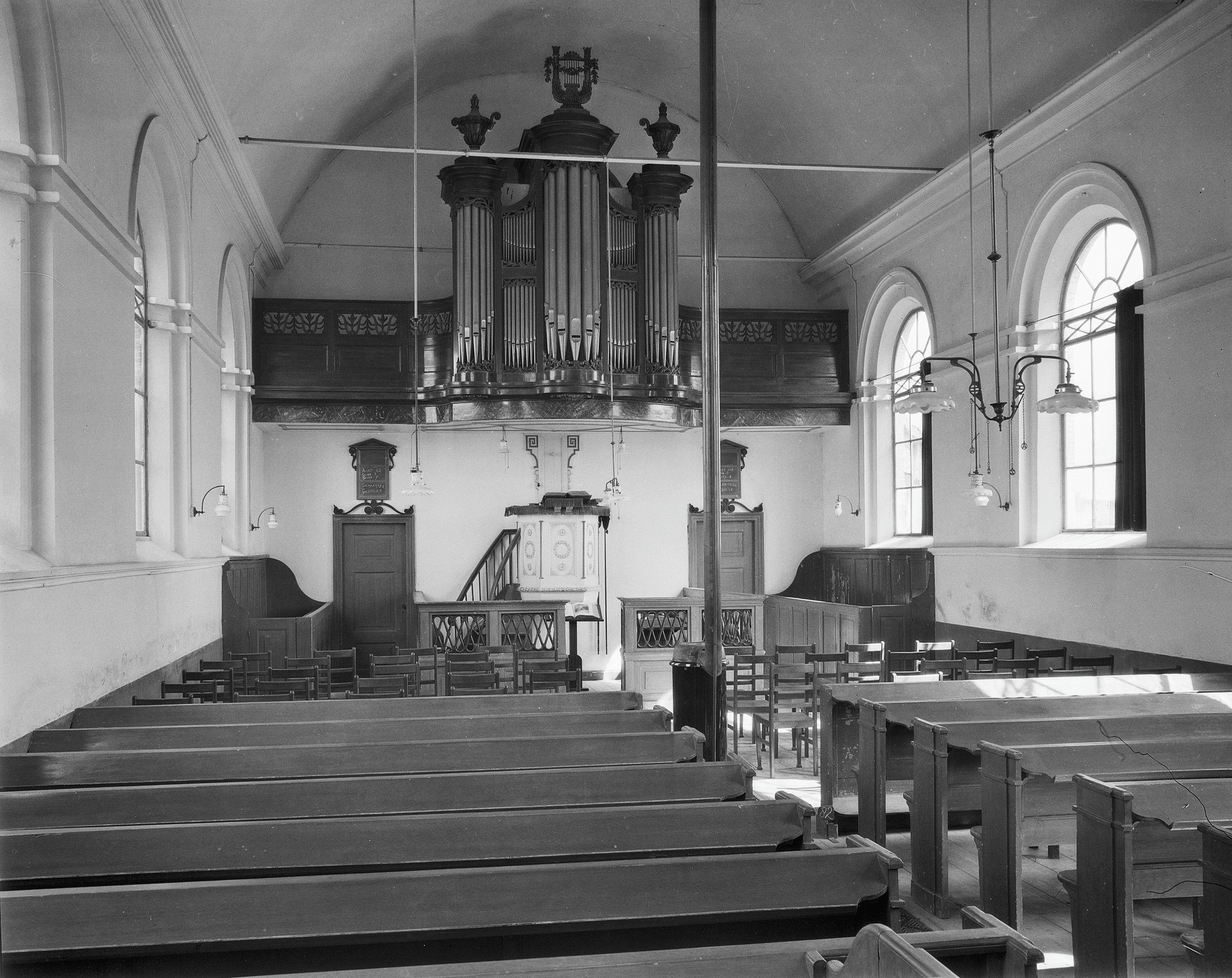
Interieur met orgel